# 융닝구

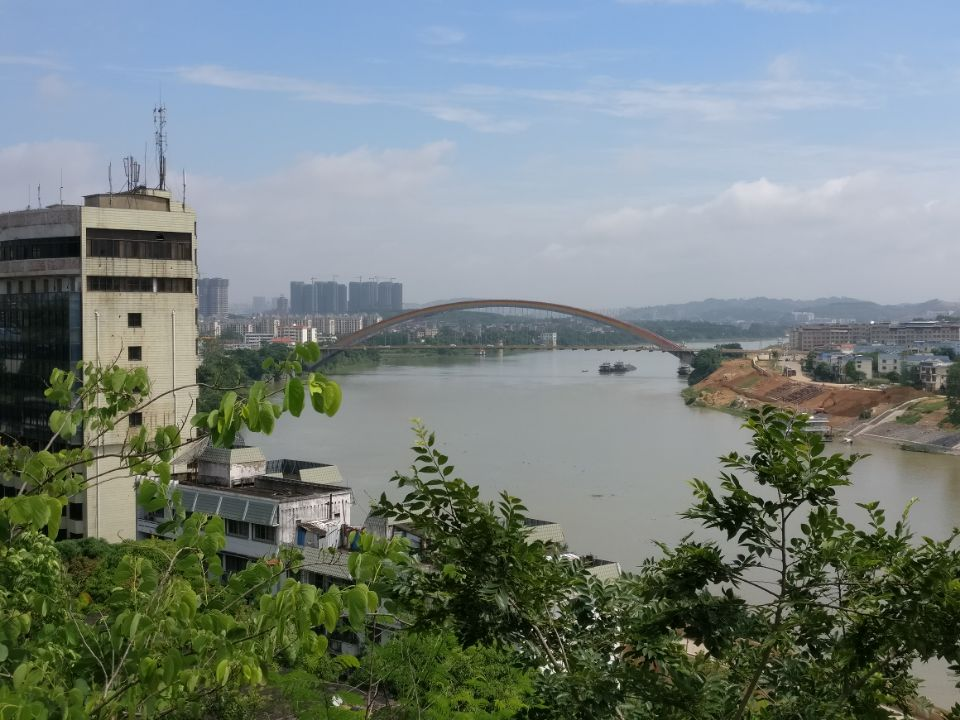

융닝구(한국어: 옹녕구, 중국어: 邕宁区, 병음: Yōngníng Qū)는 중국 광시 좡족 자치구 난닝시의 현급 행정구역이다. 넓이는 1295km2이고, 인구는 2007년 기준으로 320,000명이다.

## 행정 구역
3개 진, 2개 향을 관할한다.
- 진: 蒲庙镇, 新江镇, 那楼镇.
- 향: 百济乡, 中和乡.